# Plectorhinchus
Plectorhinchus là một chi cá trong họ Haemulidae, chúng là các loài cá có thể sống trong môi trường nước ngọt, nước mặn và nước lợ. Chúng gồm các loài cá cỡ khá lớn, sống ở các rạn san hô ở vùng Ấn Độ-Thái Bình Dương và sống thành từng đàn nhỏ, chúng ăn các loài tôm nhỏ và cua nhỏ cũng như sinh vật biển nhỏ khác.

## Các loài
Hiện hành có 31 loài được ghi nhận trong chi này:
- Plectorhinchus albovittatus (Rüppell, 1838) (Two-striped sweetlips)
- Plectorhinchus caeruleonothus J. W. Johnson & Worthington Wilmer, 2015 (Blue bastard) [2]
- Plectorhinchus ceylonensis (J. L. B. Smith, 1956) (Sri Lanka sweetlips)
- Plectorhinchus chaetodonoides Lacépède, 1801 (Harlequin sweetlips)
- Plectorhinchus chrysotaenia (Bleeker, 1855) (Yellow-striped sweetlips)
- Plectorhinchus chubbi (Regan, 1919) (Dusky rubberlip)
- Plectorhinchus cinctus (Temminck & Schlegel, 1843) (Crescent sweetlips)
- Plectorhinchus diagrammus (Linnaeus, 1758) (Striped sweetlips)
- Plectorhinchus faetela (Forsskål, 1775)
- Plectorhinchus flavomaculatus (G. Cuvier, 1830) (Lemonfish)
- Plectorhinchus gaterinus (Forsskål, 1775) (Blackspotted rubberlip)
- Plectorhinchus gibbosus (Lacépède, 1802) (Harry hotlips)
- Plectorhinchus griseus (G. Cuvier, 1830) [2]
- Plectorhinchus lessonii (G. Cuvier, 1830) (Lesson's thicklip)
- Plectorhinchus lineata (Linnaeus, 1758) (Yellowbanded sweetlips)
- Plectorhinchus macrolepis (Boulenger, 1899) (Biglip grunt)
- Plectorhinchus macrospilus Satapoomin & J. E. Randall, 2000 (Largespot sweetlips)
- Plectorhinchus mediterraneus (Guichenot, 1850) (Rubberlip grunt)
- Plectorhinchus multivittatus (W. J. Macleay, 1878) (Many-lined sweetlips)
- Plectorhinchus obscurus (Günther, 1872) (Giant sweetlips)
- Plectorhinchus paulayi Steindachner, 1895 (Zebra sweetlips)
- Plectorhinchus pictus (Tortonese, 1936) (Trout sweetlips)
- Plectorhinchus picus (G. Cuvier, 1828) (Painted sweetlips)
- Plectorhinchus plagiodesmus Fowler, 1935 (Barred rubberlip)
- Plectorhinchus playfairi (Pellegrin, 1914) (Whitebarred rubberlip)
- Plectorhinchus polytaenia (Bleeker, 1853) (Ribboned sweetlips)
- Plectorhinchus schotaf (Forsskål, 1775) (Minstrel sweetlips)
- Plectorhinchus sordidus (Klunzinger, 1870) (Sordid rubberlip)
- Plectorhinchus umbrinus (Klunzinger, 1870)
- Plectorhinchus unicolor (W. J. Macleay, 1883) (Sombre sweetlips) [2]
- Plectorhinchus vittatus (Linnaeus, 1758) (Indian Ocean oriental sweetlips)